# Presidente Jânio Quadros
Presidente Jânio Quadros là một đô thị thuộc bang Bahia, Brasil. Đô thị này có diện tích 827,379 km², dân số năm 2007 là 15874 người, mật độ 14,4 người/km².